# Tullio Marchetti
Tullio Marchetti (Roma, 7 novembre 1871 – Bolbeno, 30 maggio 1955) è stato un generale e agente segreto italiano.

## Carriera

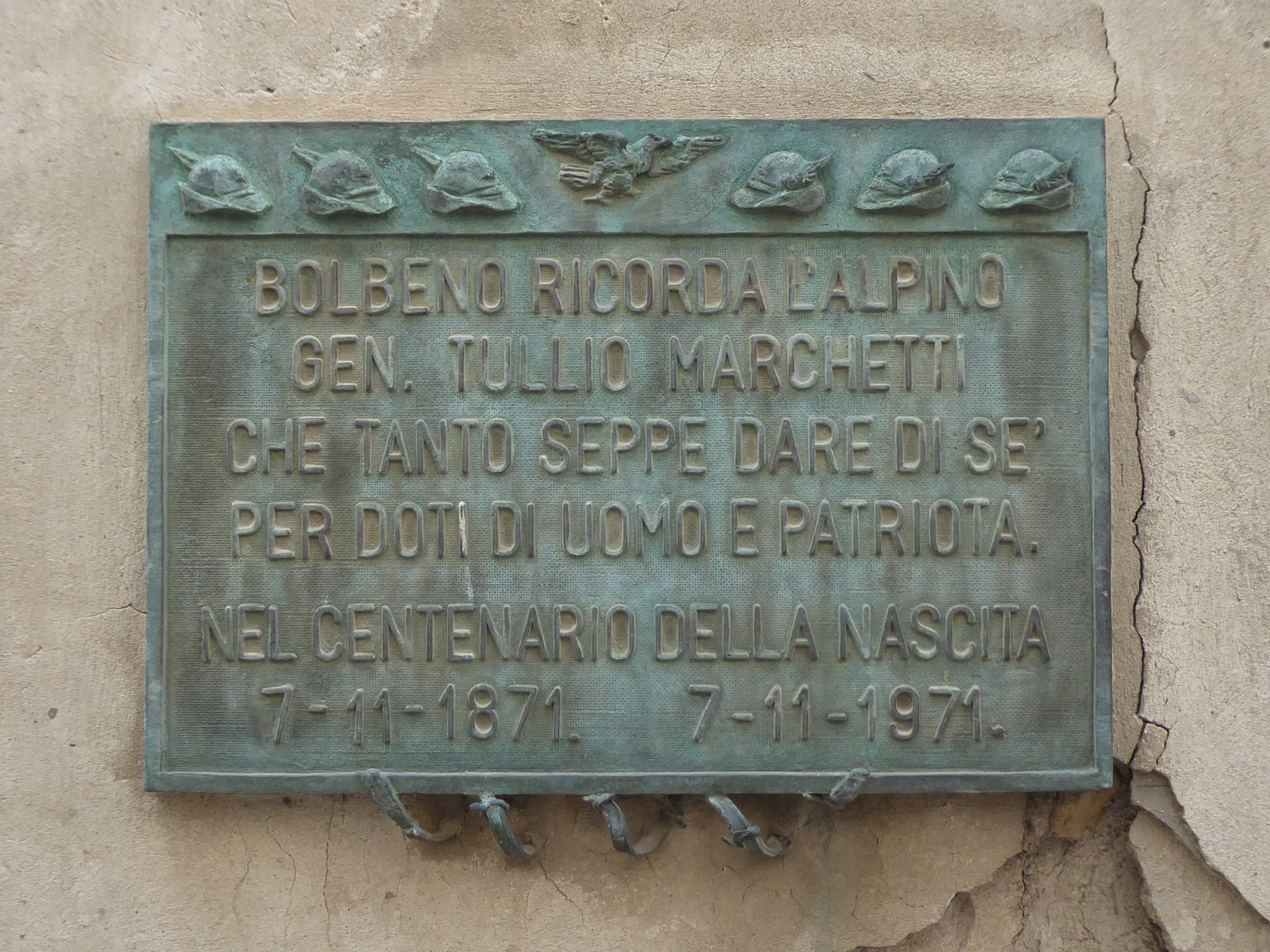
Targa a Tullio Marchetti a Bolbeno

Sebbene la famiglia fosse originaria del paese di Bolbeno (Valli Giudicarie, allora provincia del Tirolo), nacque a Roma dove i genitori si erano trasferiti dopo che il padre, avvocato, aveva vinto un concorso nel Regno d'Italia. Gli zii paterni del Marchetti, Giacomo e Prospero, avevano rivestito un ruolo di primo piano durante i moti del 1848 nel Tirolo Italiano con il loro attivismo a favore del Regno d'Italia. Il giovane Tullio frequentò l'Accademia Militare di Modena uscendone nel 1891 sottotenente degli alpini e venendo poi assegnato al 5º Reggimento Alpini, battaglione Edolo, di stanza a Milano presso il III Corpo d'armata. Fin dal 1892 si occupò, durante le settimane di licenza trascorse a Bolbeno, di informazioni militari riguardanti il territorio trentino e iniziò a realizzare una personale rete di informatori sfruttando le proprie conoscenze locali. Nel 1902 venne chiamato a Roma dal colonnello Vincenzo Garioni presso l’Ufficio Informazioni del Corpo di Stato Maggiore italiano, il cosiddetto Ufficio I.
Il 16 settembre 1902 durante una battuta di caccia si ferì seriamente a una gamba e rientrò in servizio solo nel gennaio 1904. Dall’anno seguente iniziò a compilare annualmente (escluso il 1910) una serie di monografie a carattere geografico-militare, su varie aree montuose e sulle linee delle possibili operazioni militari con schizzi annessi, che vennero trasmesse al Comando del Corpo di Stato Maggiore di Roma.

### Attività spionistica
Successivamente compie come spia a favore del Regno d'Italia missioni di rilevazione topografica, tattica e logistica nelle valli di Sole, di Non e nel 1911 in Val Vestino. 
Durante le perlustrazioni lungo il confine pare che Marchetti, nel 1898 a passo Gavia, sia stato il primo trentino a calzare un paio di sci, fatti arrivare dalla Norvegia. Marchetti si coordina con altri ufficiali come il trentino Aristide Manfrin e il capitano dei carabinieri Giacinto Santucci.
Tra gli informatori di Marchetti figura Damiano Cis che viene scoperto nel 1909 dal cacciatore di spie dell'Evidenzbureau Max Ronge. Cis sarà condannato a scontare 11 mesi di carcere duro. Nello stesso anno scoppia il caso Giuseppe Colpi, un irredentista di Trento che viene condannato a dieci anni per spionaggio militare.
Incaricato dal generale Carlo Porro, capo dell'Ufficio Monografie dello Stato Maggiore, di compiere uno studio sul Trentino affida il lavoro a Cesare Battisti. Nel 1913-1914 Marchetti è al comando della 53ª compagnia del battaglione Vestone in Libia. Nel corso della prima guerra mondiale è invece Capo dell'Ufficio Informazioni (ITO) della 1ª Armata a Verona e rende importanti servizi al Comando Supremo. Fin dal 1915 ebbe, come volontaria, Luisa Zeni. Colonnello nel 1917, lasciò il servizio permanente effettivo, poco dopo la guerra nel 1919. Fu promosso Generale di brigata nel 1926 e, successivamente, Generale di divisione nella riserva. Ha lasciato importante materiale archivistico ed un fondo al Museo storico italiano della guerra di Rovereto.

## Onorificenze
Cavaliere dell'Ordine militare di Savoia (oggi Ordine Militare d'Italia) - 24 febbraio 1918.

## Opere
- Fatti e uomini e cose delle Giudicarie nel Risorgimento (1848-1918), Scotoni, Trento 1926.
- Luci nel buio: Trentino sconosciuto: 1872-1915, Scotoni, Trento 1934;
- Ventotto anni nel Servizio Informazioni Militari, Museo del Risorgimento, Trento 1960.